# ماکسیم اورشکین
ماکسیم استانیسلاوویچ اورشکین (به روسی:Максим Станиславович Орешкин; زاده ۲۱ ژوئیه ۱۹۸۲، مسکو) یک اقتصاددان و سیاستمدار روسی است که از ۳۰ نوامبر ۲۰۱۶تا ۱۵ ژانویه ۲۰۲۰ به عنوان وزیر توسعه اقتصادی خدمت کرد. در ۲۴ ژانویه ۲۰۲۰ وی به عنوان مشاور اقتصادی رئیس‌جمهور روسیه ولادیمیر پوتین منصوب شد
او برای نامزدی در انتخابات ریاست جمهوری روسیه ابراز تمایل کرده است.